# Telkwa
Telkwa ist ein Dorf im nördlichen Zentrum des Interior der kanadischen Provinz British Columbia. Die Gemeinde gehört zum Regional District of Bulkley-Nechako.

## Lage
Die Gemeinde liegt am Ostufer des Bulkley River, an der Einmündung des Telkwa River. Die Gemeinde liegt etwa 15 Kilometer südöstlich von Smithers und etwa 130 Kilometer westlich von Burns Lake bzw. etwa 350 Kilometer von Prince George. Die Gemeinde liegt am Übergang der Hazleton Mountains, welche im Westen liegen und zur Kitimat Ranges gehören, zu den Skeena Mountains, als Teil der Interior Mountains im Osten. Nordöstlich der Gemeinde, am Ufer des Tyhee Lake liegt der Tyhee Lake Provincial Park.

## Geschichte
Das Gebiet, in dem das Dorf liegt, ist traditionelles Siedlungs- und Jagdgebiet der First Nations, hier hauptsächlich verschiedener Gruppen der Dakelh.
Der durch europäischstämmige Siedler und Goldsucher geprägte Teil der Geschichte reicht zurück bis in die Mitte des 18. Jahrhunderts, als hier eine Telegrafenlinie errichtet wurde. Anfang des 19. Jahrhunderts erreichte die Eisenbahnstrecke der Grand Trunk Pacific Railway nach Prince Rupert die Gegend und es wurde ein Postamt eröffnet. Die Zuerkennung der kommunalen Selbstverwaltung für die Gemeinde erfolgte am 18. Juli 1952 (incorporated als „Village Municipality“).

## Demographie
Die Volkszählung im Jahr 2016, der Census 2016, ergab für die Gemeinde eine Bevölkerungszahl von 1327 Einwohnern, nachdem der Zensus im Jahr 2011 für die Gemeinde noch eine Bevölkerungszahl von 1350 Einwohnern ergab. Die Bevölkerung hat dabei im Vergleich zum letzten Zensus im Jahr 2011 leicht um 1,7 % abgenommen und sich damit deutlich gegen den Provinzdurchschnitt, mit einer Bevölkerungszunahme in British Columbia um 5,6 %, entwickelt. Im Zensuszeitraum 2006 bis 2011 hatte die Einwohnerzahl in der Gemeinde mit der Entwicklung in der Provinz um 4,2 % zugenommen, während sie im Provinzdurchschnitt um 7,0 % zunahm.
Beim Zensus 2016 wurde für die Gemeinde ein Medianalter von 36,4 Jahren ermittelt. Das Medianalter der Provinz lag 2016 nur bei 43,0 Jahren. Das Durchschnittsalter lag bei 36,0 Jahren, bzw. bei nur 42,3 Jahren in der Provinz. Beim Zensus 2011 wurde für die Gemeinde noch ein Medianalter von 33,8 Jahren ermittelt. Das Medianalter der Provinz lag 2011 bei 44,0 Jahren.

## Verkehr
Die Gemeinde liegt am Highway 16, der die Gemeinde in Ost-West-Richtung durchquert und hier als Yellowhead Highway Teil der nördliche Route des Trans-Canada Highway ist.
Weiterhin verbindet eine Strecke der CN Rail den Ort mit der Küste und dem Binnenland. VIA Rail Canada nutzt diese Strecke und hat hier einen Haltepunkt. Der verkehrende Zug führte bis zum Jahr 2009 den Namen The Skenna, dann wurden von VIA Rail Canada nahezu alle Zugnamen gestrichen wurden. Der Zug verkehrt jedoch weiterhin mehrmals die Woche in beide Richtungen.
Zusätzlich ist die Gemeinde an ein überregionales Netz von Busverbindungen angeschlossen, welches von BC Bus North betrieben wird. Die Gemeinde liegt mit einer Haltestelle an der Verbindung Prince Rupert–Smithers–Prince George. An das Netzwerk sind mehr als 30 Gemeinden im nördlichen Bereich der Provinz angeschlossen.
Öffentlicher Personennahverkehr wird regional mit einer Buslinie des „Bulkley Nechako Regional Transit System“ angeboten, welches von BC Transit in Kooperation betrieben wird. Das System bietet Verbindungen entlang dem Highway 16 zwischen Prince George, Burns Lake und Smithers, mit Haltestellen in den Gemeinden zwischen diesen Orten.

## Persönlichkeiten
- Michael Wall (* 1985), Eishockeytorwart